# Ariel Britos
Ariel Britos (Montevideo, 1969) es un músico, profesor y director sinfónico uruguayo, creador del Sistema de Orquesta Infantiles y Juveniles del Uruguay.

## Biografía
Su formación musical comenzó como pianista en el Conservatorio "Victoria Schenini" y luego como violista con los maestros Miguel Szilagyi, Francisco Schlottahuer, Pastor Solís Guerra (México), Glesse Collet (Brasil) y Fernando Hasaj (Uruguay).
Fue galardonado con el primer premio en el Concurso Nacional Luis Cluzeau Mortet en la categoría de "Conjuntos de Cámara" y obtuvo una beca de Perfeccionamiento Artístico otorgada por la Sociedad Uruguaya de Intérpretes para estudiar música de cámara con el maestro Fernando Hasaj.
En 1996 se capacitó en Venezuela, en la conducción de Orquestas Infantiles y Juveniles, a través del método desarrollado por el maestro José Antonio Abreu en ese país para el estudio de los instrumentos musicales a través de la "Práctica Orquestal Intensiva".  Estudió técnicas de Dirección Orquestal con Federico García Vigil y Yuri Hung.
Ha tenido activa participación en los programas que lleva a cabo la UNESCO, la OEA y la Corporación Andina de Fomento para la creación y desarrollo de un Sistema Latinoamericano de Orquestas y Coros Juveniles e Infantiles. Fue Seleccionado por Uruguay para participar en el Seminario sobre "Liderazgo, Democracia y Desarrollo Social" del Instituto Interamericano para el Desarrollo Social del Banco Interamericano de Desarrollo (1998- Washington D. C.-EUA).
Ha participado como ejecutante y coordinador por el Uruguay en la reunión de la Orquesta Sinfónica Juvenil Iberoamericana con motivo de la "VIII Cumbre de Jefes de Estado y de Gobierno de Iberoamérica" (Venezuela 1997), Sinfónica del Mercosur (1997 en Argentina, 1998 en Brasil), Orquesta Sinfónica Infantil Iberoamericana: "X Cumbre de Jefes de Estado y de Gobierno de Iberoamérica" (2000 en Panamá) y coordinó la participación del Uruguay en la "Orquesta Juvenil de las Américas" (2002, 2003, 2004 y 2005), fue el coordinador para el Cono Sur de la "Orquesta Juvenil Latinoamericana" (2005) que fue dirigida por Claudio Abbado.
Ha dirigido la Sinfónica del Estado Anzoátegui, Venezuela (2006) y la Orquesta Filarmónica de Montevideo (2012, así como a la Orquesta Juvenil "Störphonie" en el histórico Laeiszhalle de Hamburgo - Alemania.
En 2009 fue invitado como profesor de viola y director adjunto de la Orquesta del Doral Conservatory & School of the Arts de Miami, a la vez que asesora para la creación de la Orquesta Infantil de la Charleston Academy of Music (Carolina del Sur). En Panamá colaboró en la creación y expansión del Sistema de Orquestas Infantiles y Juveniles, habiendo dirigido la edición 2010 del Campamento Nacional de Orquestas Juveniles de Panamá.
Por su contribución al desarrollo de la música sinfónica ha recibido varios premios y distinciones, tanto en su país como en el extranjero, entre ellos el Premio Fraternidad en 2013 y la distinción Artista de la UNESCO por la Paz.